# 楊衢雲

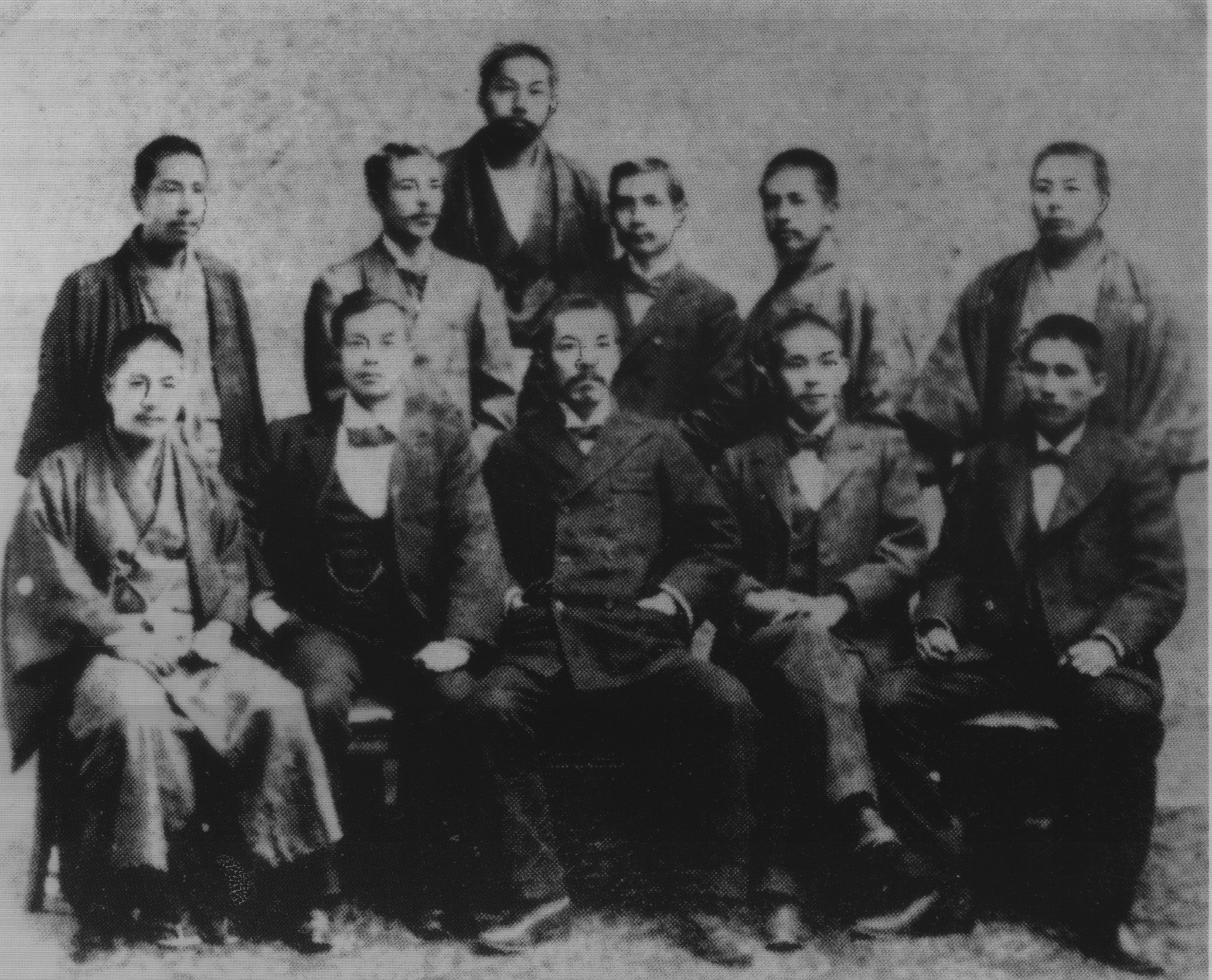
1898年楊衢雲等人於日本的合照。前排左起︰安永東之助、楊衢雲（興中會會長）、平山周、末永節、內田良平；後排左起︰可兒長一、小山雄太郎、宮崎寅藏、孫中山（秘書）、清藤幸七郎、大原義剛。

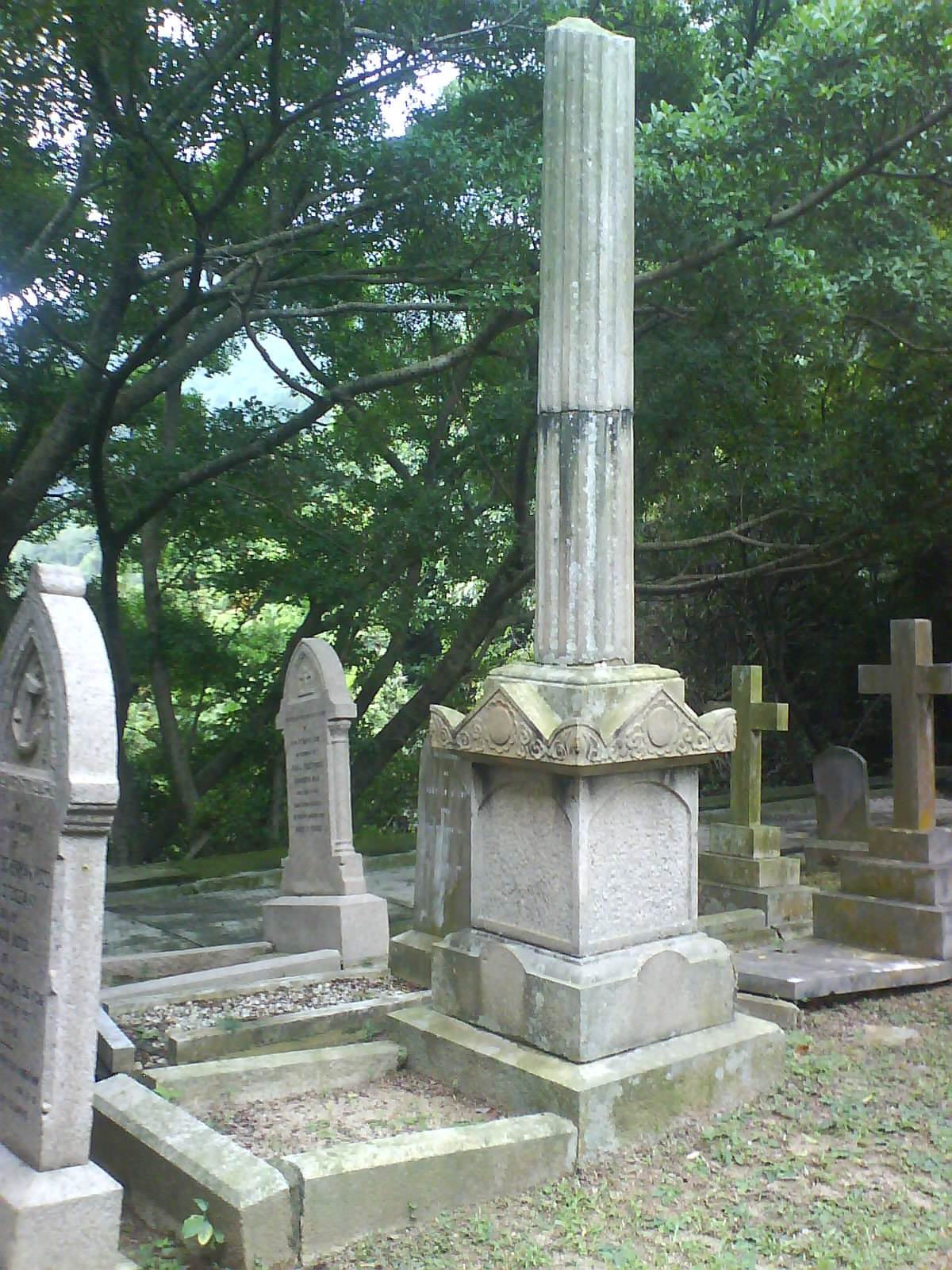
楊衢雲無字墓

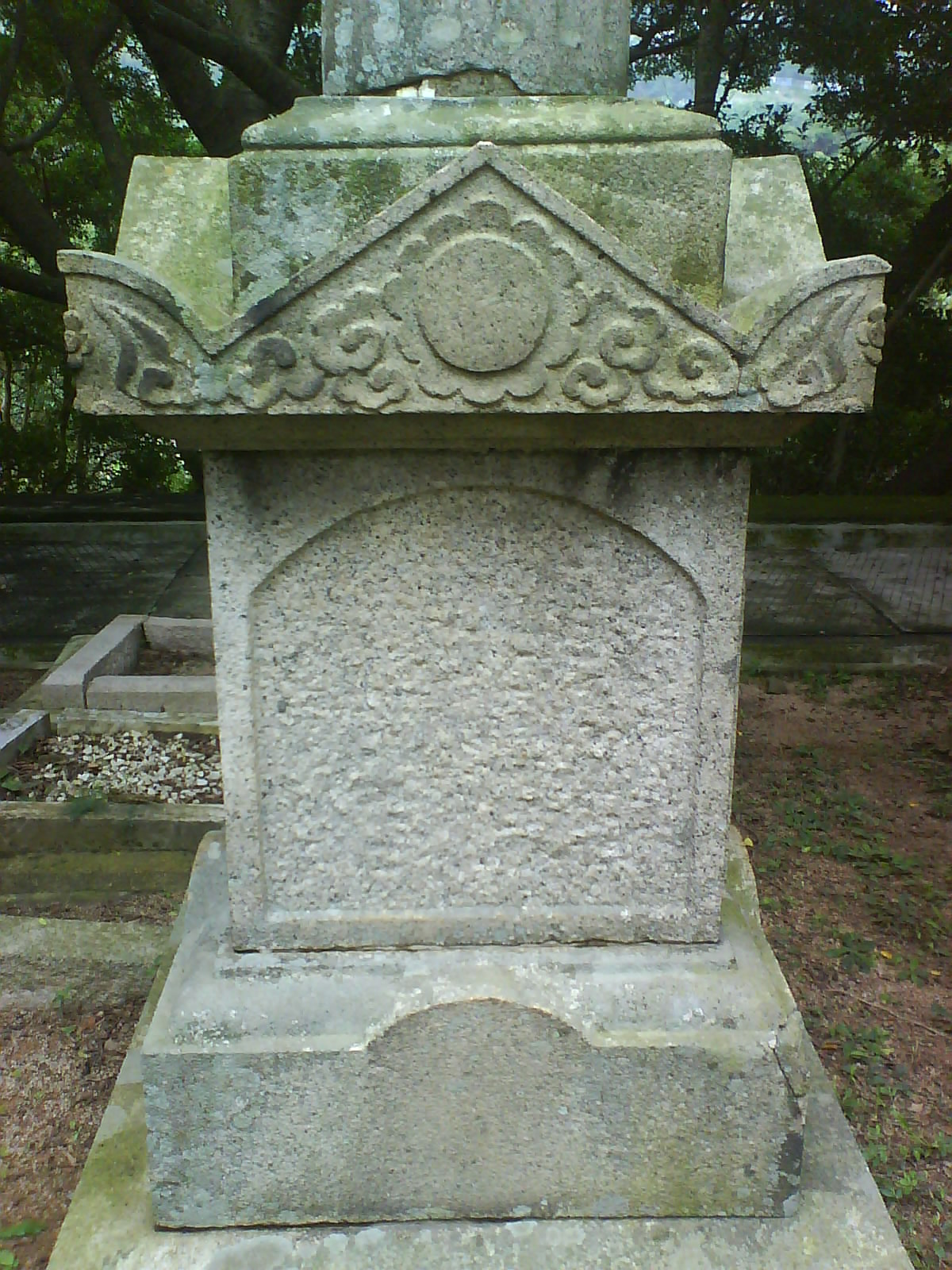
楊衢雲無字墓墓碑基座

楊衢雲（1861年12月6日－1901年1月11日），名飛鴻，字肇春，別號衢雲，祖籍福建海澄（今厦门市海沧区霞阳村）。生于廣東東莞，中國近代革命家，1890年於香港創立最早的革命組織輔仁文社，與孫文興中會合併後成為總會長（孫文為秘書），負責策劃廣州起義。1901年在香港遭清政府暗殺身亡。

## 生平
楊衢雲年幼即隨其父到香港，在香港聖保羅書院接受教育。十四歲在香港進入船廠學習機械，因工業意外失去右手三指，於是改習英文。畢業後任教聖若瑟書院，之後轉任招商局總書記，及沙宣洋行副經理。
1890年（一說為1892年），與謝纘泰等十餘人組織輔仁文社，由楊任社長，在上環百子里成立輔仁文社，以“開通民智”、“盡心愛國”為宗旨。文社購買新學書報，討論中國的發展及改革路向。楊衢雲同時亦加入志在反清之洪門。
1893年1月，孫中山到香港，經孫之好友，輔仁文社成員尢列撮合；將孫於1894年11月在檀香山設立之興中會與輔仁文社合併。合併後的組織名為興中會，楊衢雲被選為總會長（當時亦稱總辦或伯理璽天德，即President），孫為秘書，在香港中環成立一商號“乾亨行”作掩飾。
1895年10月，興中會在廣州起義，由楊衢雲在香港任總指揮。由於事機不密，為清政府所獲悉。陸皓東等七十多人被捕，楊及孫同被通緝。香港政府受清政府壓力，迫令二人離境，於五年內不准入境。楊衢雲經新加坡，前往南非約翰尼斯堡，之後再轉往日本，並輾轉在各地發展興中會。
1900年1月，楊衢雲辭去興中會總會長一職，改由孫中山擔任。同年從日本到香港，發動惠州起義。失敗後楊衢雲於年底返回香港，於中環結志街52號設私塾輔仁文社教授英文以養妻兒。1901年1月10日，楊衢雲於結志街52號2樓寓所（其私塾）內被清廷派出之刺客陳林開槍刺殺，並於翌日（1月11日）失救逝世，享年39歲。谢缵泰為楊衢雲安排下葬於跑馬地香港墳場，並為楊衢雲設計墓碑，為免清廷干擾，只立無字斷柱誌葬，碑上沒留名字，只刻有編號6348，以天圓地方概念設計，刻有青天白日圖案，追封楊衢雲的功蹟，並象徵著楊衢雲革命的精神。無名碑於12月23日建成；1931年3月4日，謝纘泰曾致函南京之國民政府主席蔣中正倡議在中國大陸擇地遷葬楊衢雲遺骸，並另立石碑刻文以茲關心重視，並以留不朽，但後來不了了之。
1903年，呂超，又名李桂芬，被裁定控謀殺楊衢雲罪成，被判死刑，於1903年6月22日早上執行繯首死刑。
2011年9月，香港特別行政區政府在6348號墓碑豎立楊衢雲生平說明牌，以肯定為國民革命的貢獻。

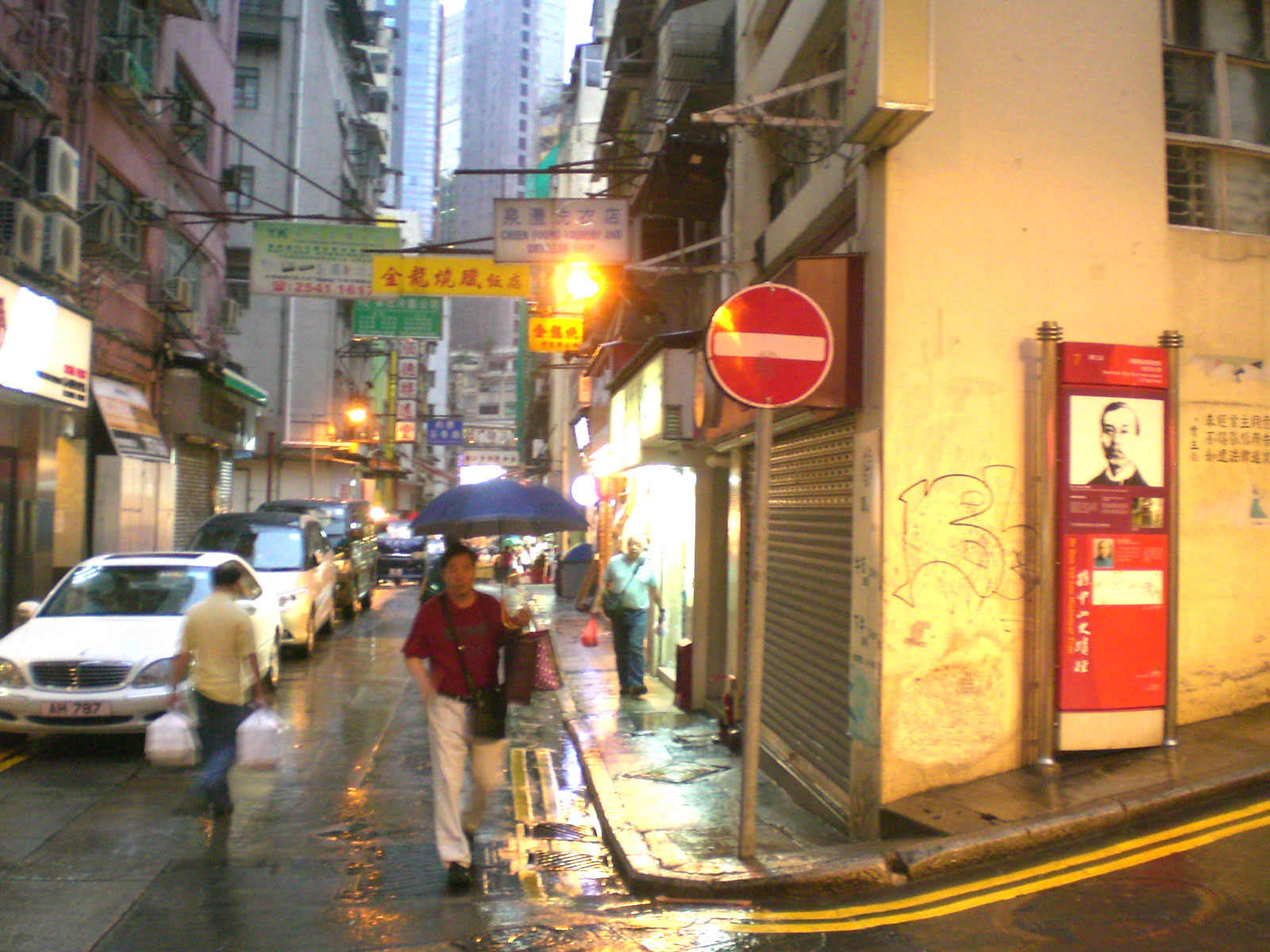
孫中山史蹟徑第7站結志街52號，1901年楊衢雲被暗殺地點
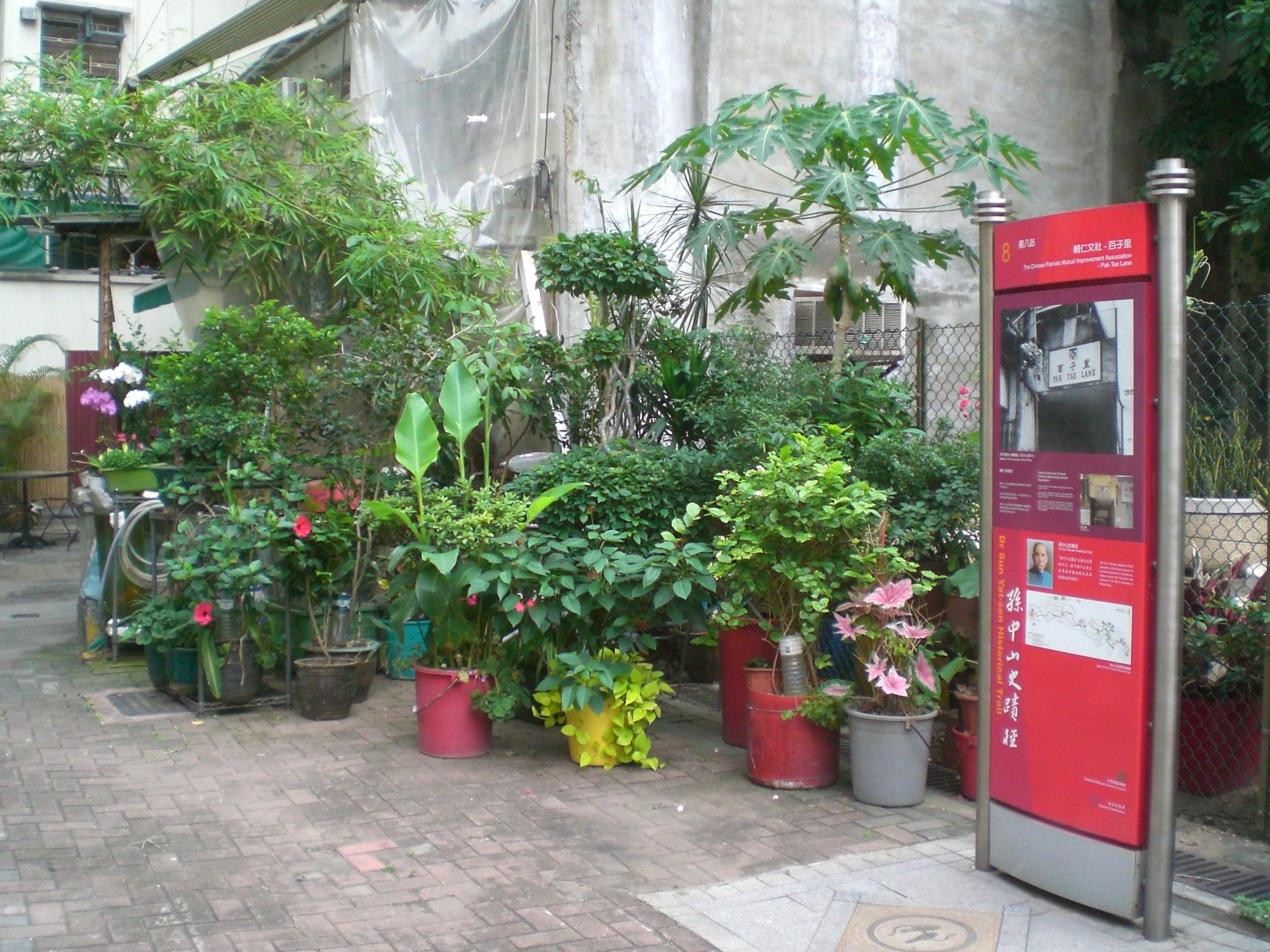
孫中山史蹟徑第8站百子里輔仁文社舊址

## 家庭
楊衢雲有三女一子，其子早歿。
- 祖父：楊福康
- 父：楊清水
- 叔：楊清河
- 夫：潘氏
- 長女：楊錦霞
- 次女：楊麗霞
- 三女：楊秀霞，后剃髮染衣出家為比丘尼，法號觀願[7]
- 子：楊左芝[8]
- 堂侄：楊興安

## 相关影视作品
2009年，香港致群劇社公演話劇《無名碑》講述楊衢雲之事蹟。12月公映的電影《十月圍城》的開頭部分就是楊衢雲被清政府殺手在街頭被刺殺的虛構情節，由張學友飾演楊衢雲。

## 相关文物
- 这是楊衢雲给孫中山母亲七十岁生日贺寿的一副铜牌。根据资料记载，孫中山母亲楊太夫人1828年生，孫母七十岁生日在1898年。当时楊为兴中会会长，孫为秘书。这副铜牌是1898年会长楊衢雲为秘书孫中山的母亲祝贺寿辰的历史鉴证。

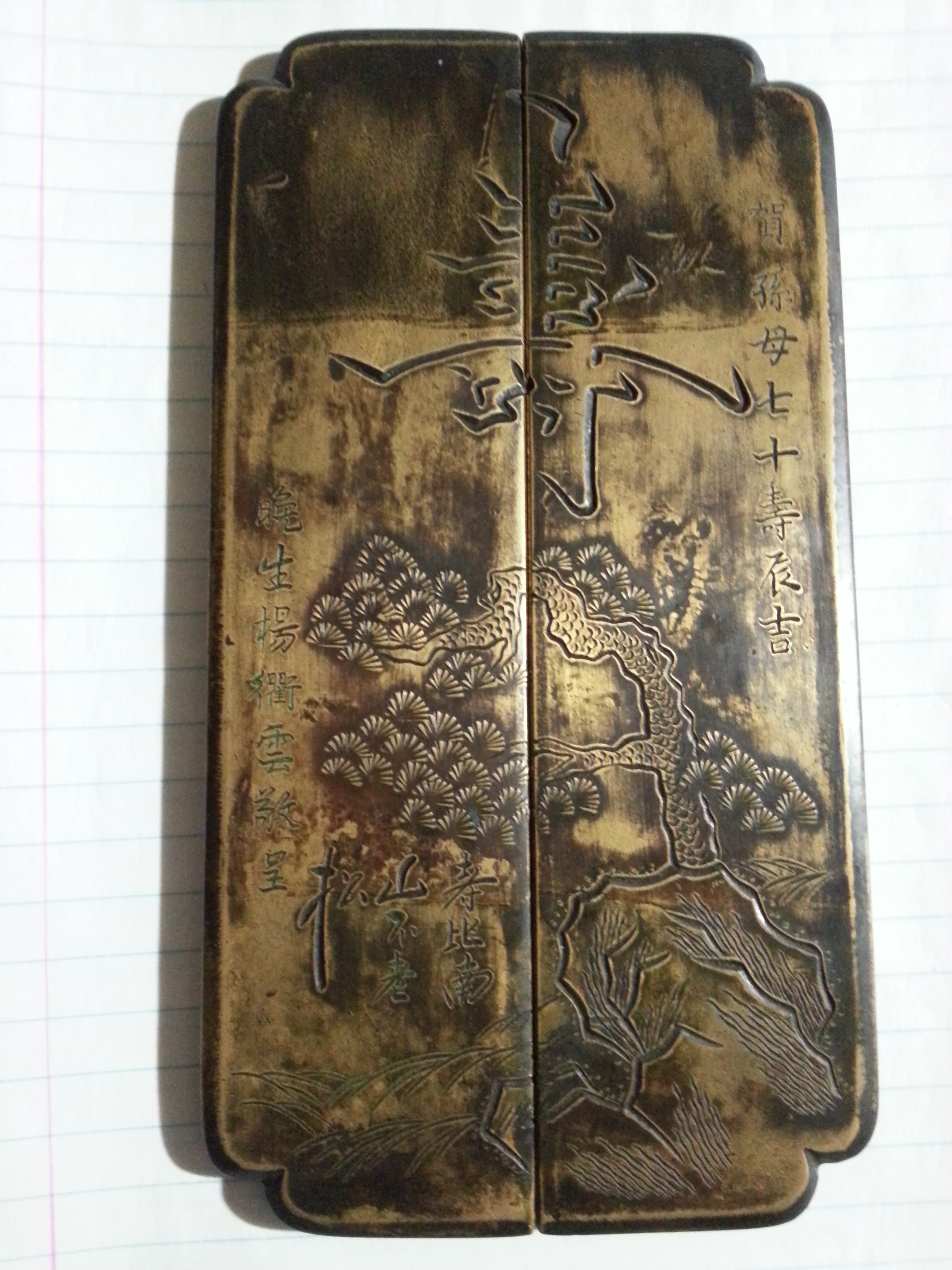
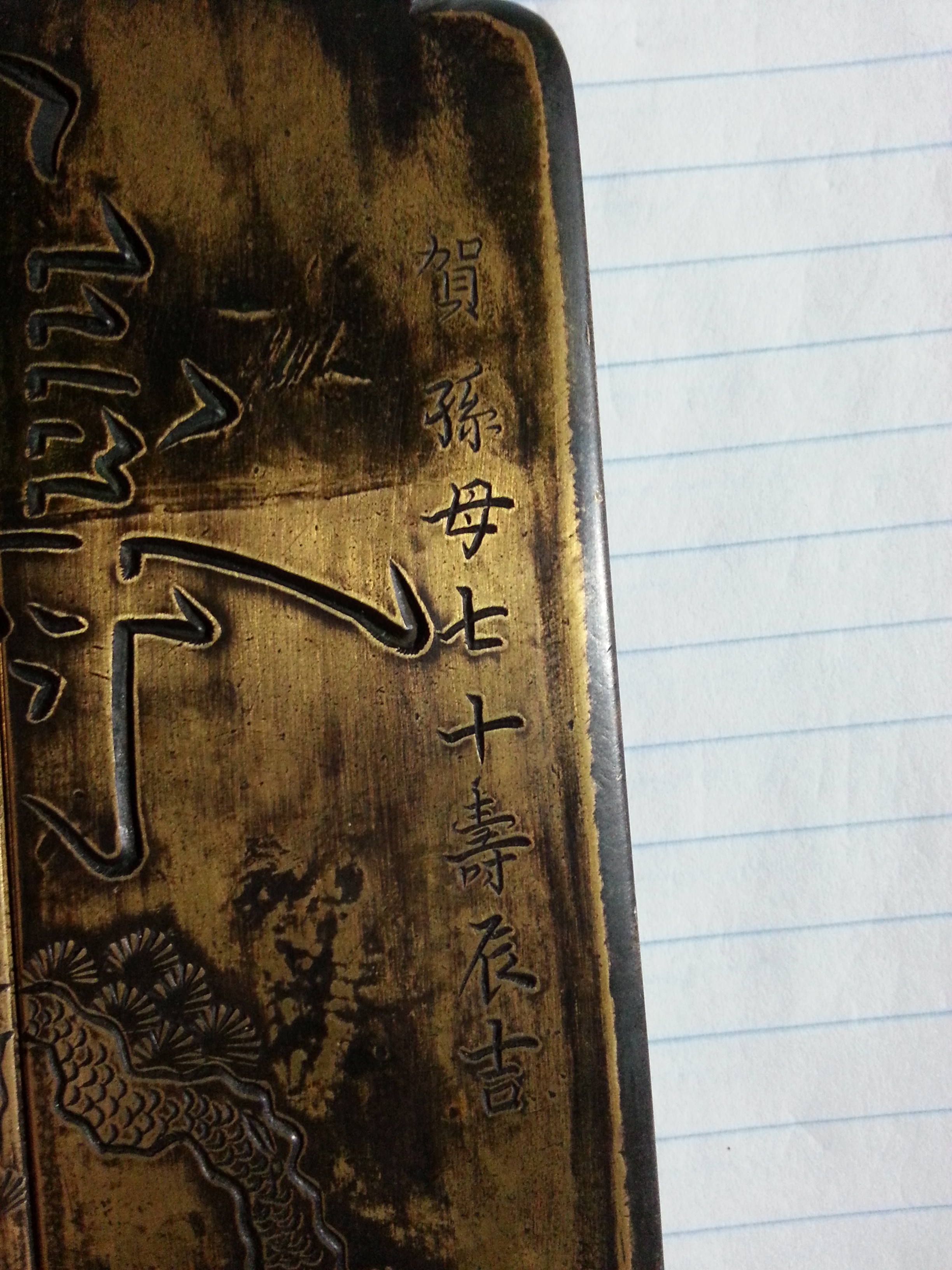
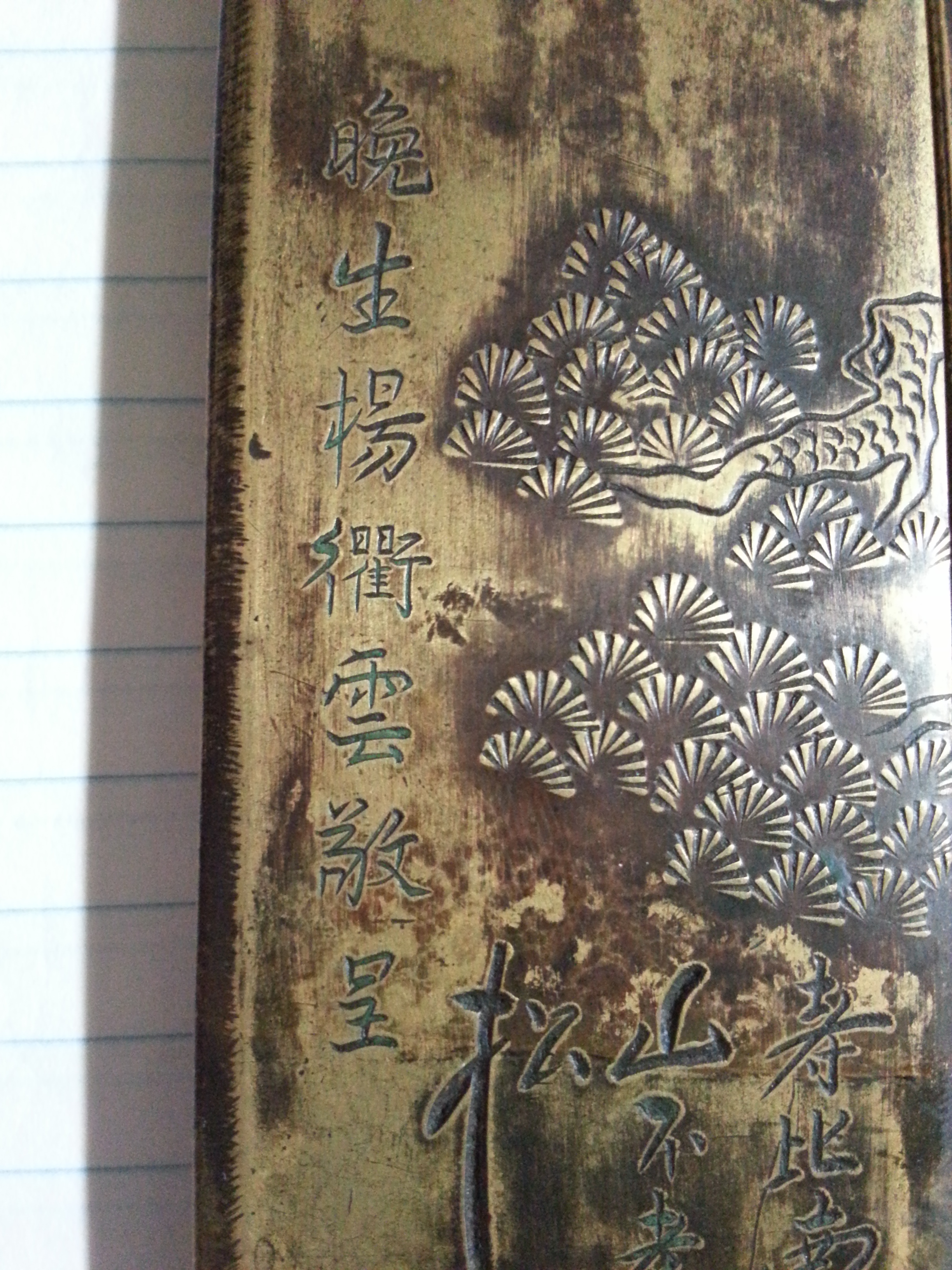

## 延伸閱讀
- 唐德剛. . ISBN 9573235153.
- 楊興安. . 新天出版社. ISBN 9789881804167.

## 外部連結
- 一幅舊照片價值百萬

| 興中會成立 建黨日 1894年11月24日 | 興中會總會長 首任 1895年1月－1900年1月 | 繼任： 孫中山 |